# Sul far della notte
Sul far della notte (Juste avant la nuit) è un film del 1971 diretto da Claude Chabrol.

## Trama
Laura, amante di Charles Masson, lo provoca a simulare il suo strangolamento durante uno dei loro giochi erotici. Charles però strangola davvero Laura. François, il migliore amico di Charles e marito di Laura, scopre la situazione ed interviene.